# Agustí Guisasola Prados

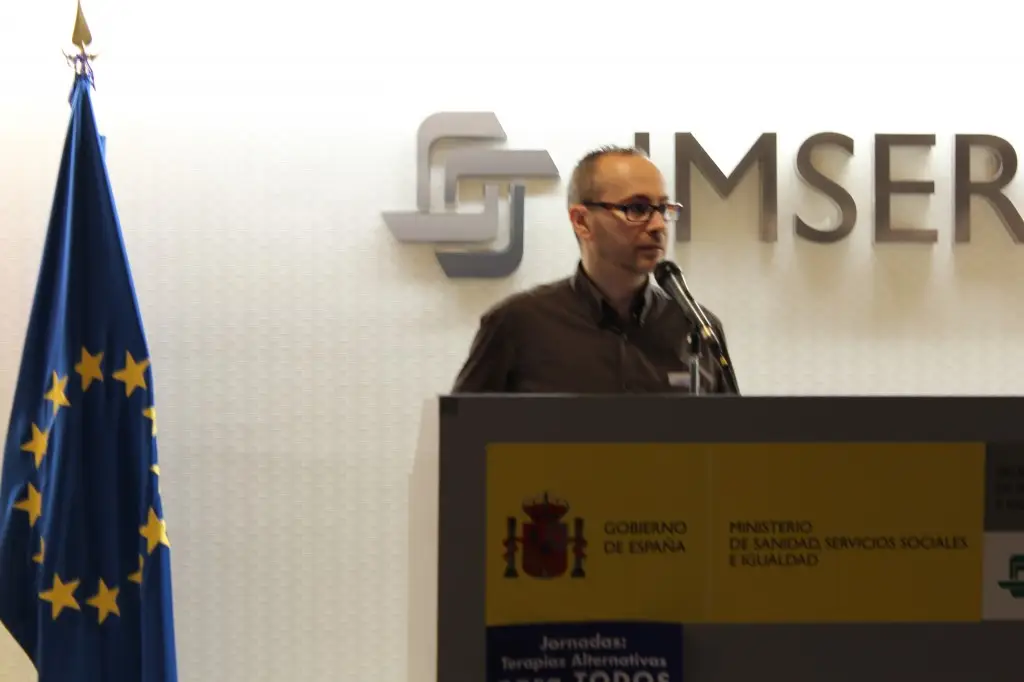
Agustí Guisasola durante una actividad de divulgación sobre mindfulness en el Ministerio de Educación y Ciencia, Madrid, 2011.

Agustí Guisasola Prados (Barcelona, 1969) es un filósofo e intelectual español especializado en estética (teoría del arte) y filosofía práctica. Es doctor en Filosofía por la Universidad de Barcelona, presentó en 2012 una tesis titulada Kalós: demostración filosófica del concepto belleza. En esta tesis, Guisasola desarrolla una argumentación pluridisciplinar sobre la noción de belleza y propone una perspectiva denominada "Teoría Hólica", orientada a integrar los enfoques objetivista y subjetivista en estética.

### Trayectoria académica
Guisasola ha desarrollado una línea de pensamiento centrada en la transdisciplinariedad filosófica, con énfasis en la estética, la teoría del conocimiento y las aplicaciones contemporáneas del estoicismo. Parte de su trabajo ha sido publicado en revistas especializadas y actas de congresos académicos.
Entre sus temas recurrentes se encuentran la identidad del arte contemporáneo y la recuperación del concepto de belleza desde perspectivas filosóficas clásicas. Su artículo La identidad del arte a finales del milenio ha sido citado en estudios sobre estética crítica.

### Participaciones públicas
Ha participado en entrevistas y diálogos públicos sobre estética y filosofía del arte, disponibles en plataformas audiovisuales, como el canal Escuela de Filosofía Estoica.
En 2010 participó en el IX Congreso Internacional de Antropología Filosófica (Universidad de Teruel), donde presentó la ponencia titulada El problema de la belleza desde una nueva antropología filosófica.

### Obras y publicaciones destacadas

#### Artículos y capítulos
- La identidad del arte a finales del milenio: crítica radical desde el purismo estético al arte contemporáneo. Thémata: Revista de filosofía, nº 23, 1999, pp. 427–431.
- La teoría hólica como posibilidad de conocimiento universal. En: Filosofía de la cultura. Sociedad Hispánica de Antropología Filosófica, 2001, pp. 169–173.
- El problema de la belleza desde una nueva antropología filosófica. Revista de Psicología Transpersonal Iberoamericana ATI, 2022, ISSN 2788-4023 (impreso) / ISSN 2788-4031 (digital), pp. 09–12.

- El resurgir de la vertiente práctica de la filosofía en el asesoramiento filosófico. Ponencia presentada en las Actas del IX Congreso Internacional de Antropología Filosófica, Universidad de Teruel, Zaragoza, 2010.

- Asesoramiento filosófico: el resurgir de la vertiente práctica de la filosofía. Omnia Mensa España, 2022.

#### Libros
- Mi Cuaderno de Mindfulness: Relatos inspiradores para tomar conciencia. Independently published, 2020. Google Books
- Encuentra tu Propósito de Vida: Cuaderno de Citas y Ejercicios. Independently published, 2025. Google Books
- No–Art: El Timo en el Arte Contemporáneo. Independently published, 2025. Google Books
- Kalós: demostración del concepto de belleza desde una perspectiva transdisciplinar. Independently published, 2011. Google Books